# José Gragera

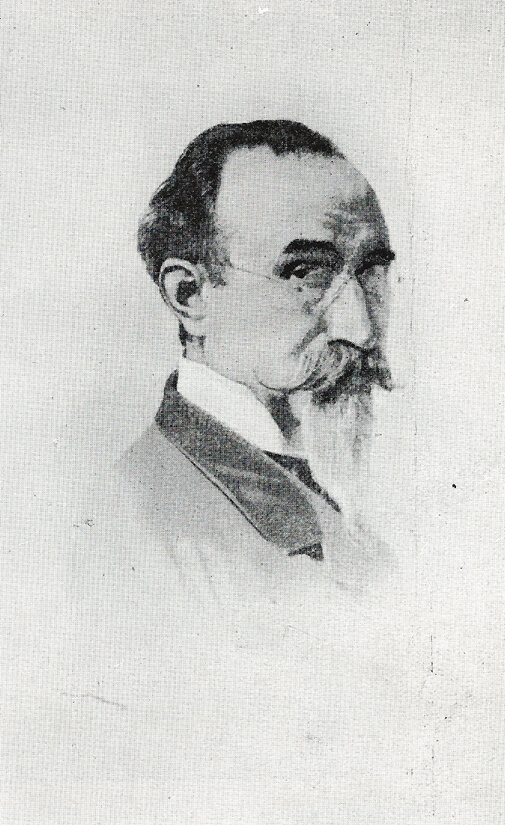
Autorretrato de José Gragera, Museo de Bellas Artes de Asturias, Oviedo.

José Gragera y Herboso (Laredo, 24 de agosto de 1818 - Oviedo, 31 de mayo de 1897) fue un escultor romántico español.

## Biografía
Se formó en Oviedo (Asturias), para trasladarse más tarde a Madrid, donde estudió a partir de 1839 en la Real Academia de Bellas Artes de San Fernando, donde tuvo como profesores clasicistas entre otros a José Tomás y Josep Piquer i Duart.
Tras sus estudios, en 1851 se vinculó al taller de escultura del Museo del Prado, desempeñando el puesto de escultor restaurador desde 1857 a 1889, accediendo al cargo de subdirector conservador de escultura del museo.

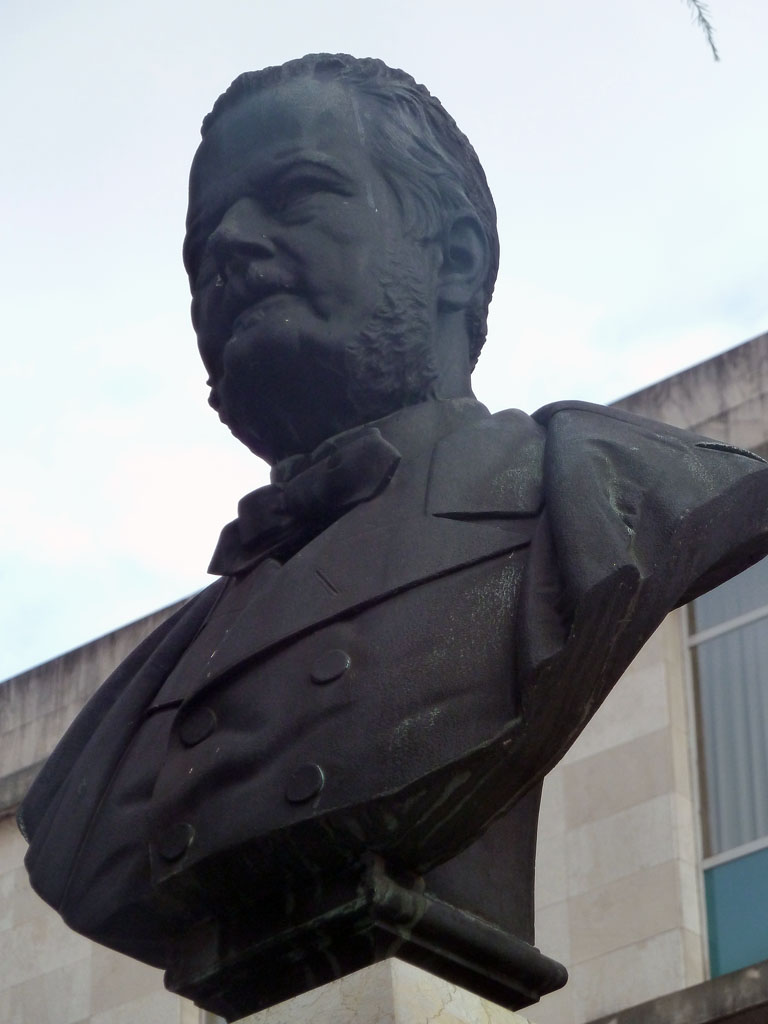
Busto de Guillermo Schulz (1898), obra de José Gragera en Oviedo.

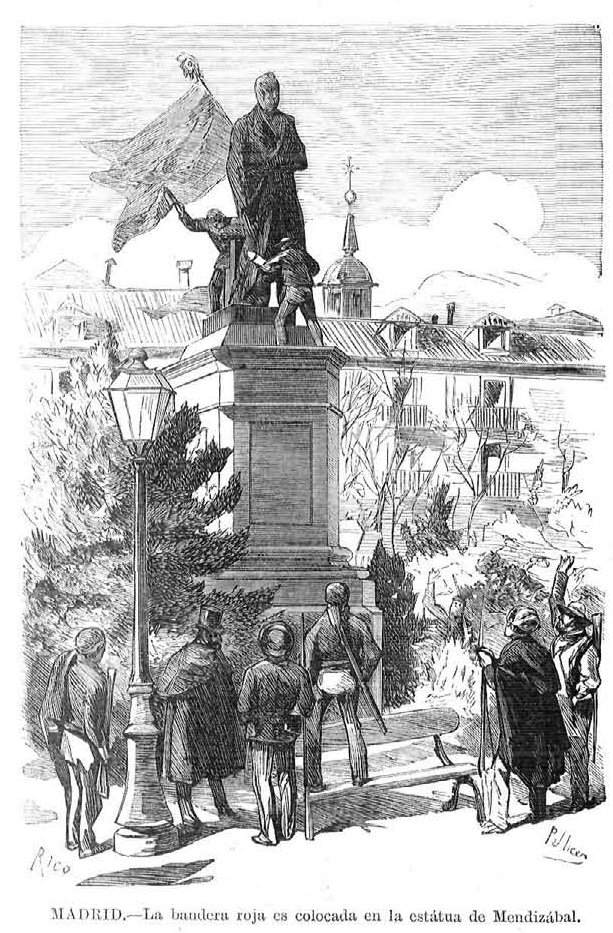
Estatua de Mendizábal tras la proclamación de la Primera República Española, plaza del Progreso, dibujo de Pellicer publicado en La Ilustración Española y Americana el 24 de febrero de 1873.

Sus dos mejores obras son las esculturas monumentales del político Juan Álvarez Mendizábal (obra datada en 1855, fundida en París entre 1856 y 1857, que representaba al estadista vestido con su ropa habitual y una capa española. Pese a haber sido inaugurada en 1869 en la actual plaza de Tirso de Molina, llamada en aquella época «Plaza del Progreso», fue retirada fundiéndose tras la Guerra Civil) y del naturalista Simón de Rojas Clemente y Rubio, erigida en el Real Jardín Botánico de Madrid, que tras los desperfectos sufridos durante la misma contienda fue retirada y sustituida por una copia.
Otras obras de trascendencia importante son, por ejemplo, la estatua de mármol, realizada de cuerpo entero de la figura de Jovellanos y la del político José Posada Herrera, que también fue destruida en 1936. Muchas de sus obras fueron expuestas en las Exposiciones Nacionales de Bellas Artes.
Fue un gran retratista, realizando gran número de bustos en yeso, de tamaño mayor que el natural, de artistas italianos y españoles, para el Prado, de los cuales sólo el de Juan de Villanueva, llegó a pasarse a mármol.
Destaca el trabajo realizado en el busto de Alfonso XII, en el que presta una especial atención a pliegues de la ropa, que caen con suavidad, poniendo de manifiesto un estilo sobrio y majestuoso pero sin afectación.
En 1889, tras dejar su profesión de restaurador en el museo madrileño se estableció en Oviedo hasta su muerte en 1897, la cual no está ubicada de forma irrefutable, habiendo autores que la sitúan en Madrid, mientras que otros lo hacen en la capital asturiana.

## Obras
- Juan de Villanueva, busto en mármol.[1]
- Retrato de Alfonso XII, mármol, 150 x 65 cm, firmado, 1878 (en depósito en el Museo de Bellas Artes de Asturias, Oviedo).[1]
- Busto de Juan Gragera (su padre), mármol, 49 x 31 x 20 cm, firmado, 1886.[1]
- Busto de Guillermo Schulz, en Oviedo, 1898.[5]